# Филогелос
Филогелос (на старогръцки: Φιλόγελως, „Love of Laughter“, „Любов към смеха“) е най-старата колекция от анекдоти.
Сборникът е написан на гръцки език. Езикът, на който е написан, сочи 4 век като евентуална датировка на текста според на Уилям Берг, американски професор филолог. Авторството на сборника се приписва на Хиерокъл и Филагрий, за които няма много налична информация. Колекцията евентуално датира след празнуването на хилядолетието на Рим през 248 г., понеже събитието е упоменато в анекдот 62. Въпреки че това е най-старият запазен сборник с вицове, известно е, че това не е най-старата колекция. Атеней пише, че Филип II Македонски е отделил средства шегите на членовете на социален клуб в Атина да бъдат записани, а в началото на 2 век пр.н.е. герой на Плавт два пъти упоменава книги с анекдоти.
Сборникът съдържа 265 вица, подредени по теми, като например учители и ученици, умници и глупаци, и т.н.